# هارفي ر. كينغسلي
هارفي ر. كينغسلي (بالإنجليزية: Harvey R. Kingsley)‏ هو محامي وقاضي وسياسي أمريكي، ولد في 8 يناير 1871، وتوفي في 8 يناير 1936. حزبياً، نشط في الحزب الجمهوري. وقد انتخب عضو مجلس نواب فيرمونت.